# Війна за бретонську спадщину
Війна за бретонську спадщину (фр. guerre de Succession de Bretagne) або війна двох Жан (фр. guerre des deux Jeanne) (1341—1364) — другорядний воєнний конфлікт, що спалахнув під час Столітньої війни.

## Історія
Війна почалась 1341 року по смерті герцога Жана III Бретонського, який не лишив спадкоємців. На смертному ложі Жан ІІІ так і не назвав наступника — він вигукнув «Не смійте турбувати мій дух перед смертю такими питаннями!» й помер, лишивши герцогство у складній ситуації двовладдя. Жанна де Пентьєвр і Жанна Фландрська сперечались за право спадкування та, урешті-решт, підштовхнули своїх чоловіків, Жана де Монфора і Карла де Блуа заявити свої права на герцогство. В той час Англія і Франція уже декілька років перебували у стані конфлікту (Столітня війна почалась 1337 року). Едуард III оголосив себе королем Франції, і Жан де Монфор приніс омаж йому. А Карл де Блуа присягнув у відданості своєму дядькові, Філіпу VI.
У 1341 році французи полонили Жана де Монфора й віддали герцогство Карлу де Блуа, але 1342 року Едуард III висадився в Бресті. Жана де Монфора кинули до в'язниці, Жанна Фландрська збожеволіла. 1343 року було укладено перемир'я.
Status quo зберігався аж до поразки французів у битві під Оре в 1364 році. Перемога проанглійської партії дозволила 1365 року укласти першу Герандську угоду, що зробила законним спадкоємцем Жана IV Бретонського. Жан у свою чергу підписав союзну угоду з Англією.